# Барнаул-Т

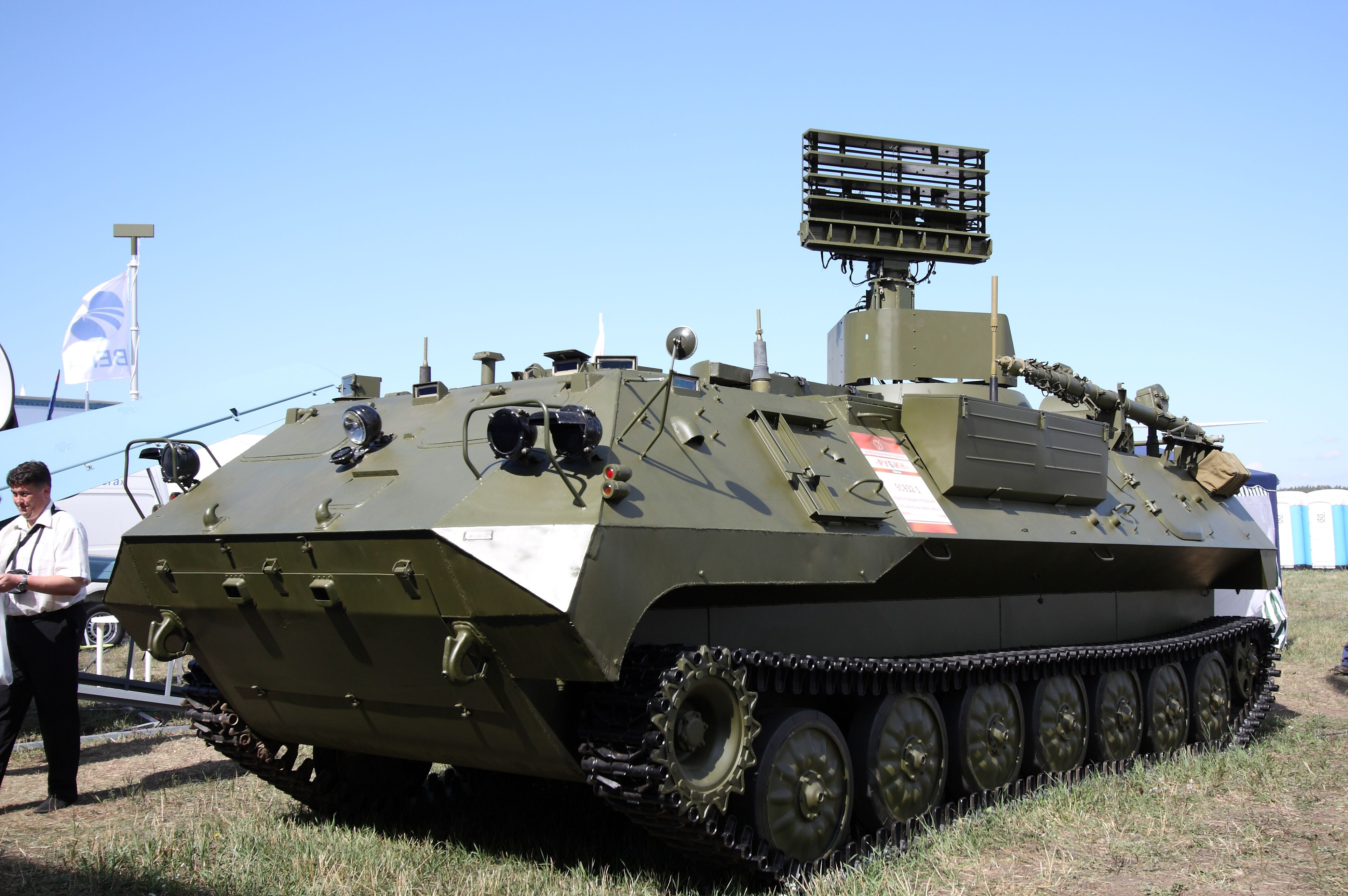
Модуль розвідки та управління 9С932-1 МРУ-Б на гусеничному шасі МТ-ЛБу зі складу КСА «Барнаул-Т» на МАКС-2011.

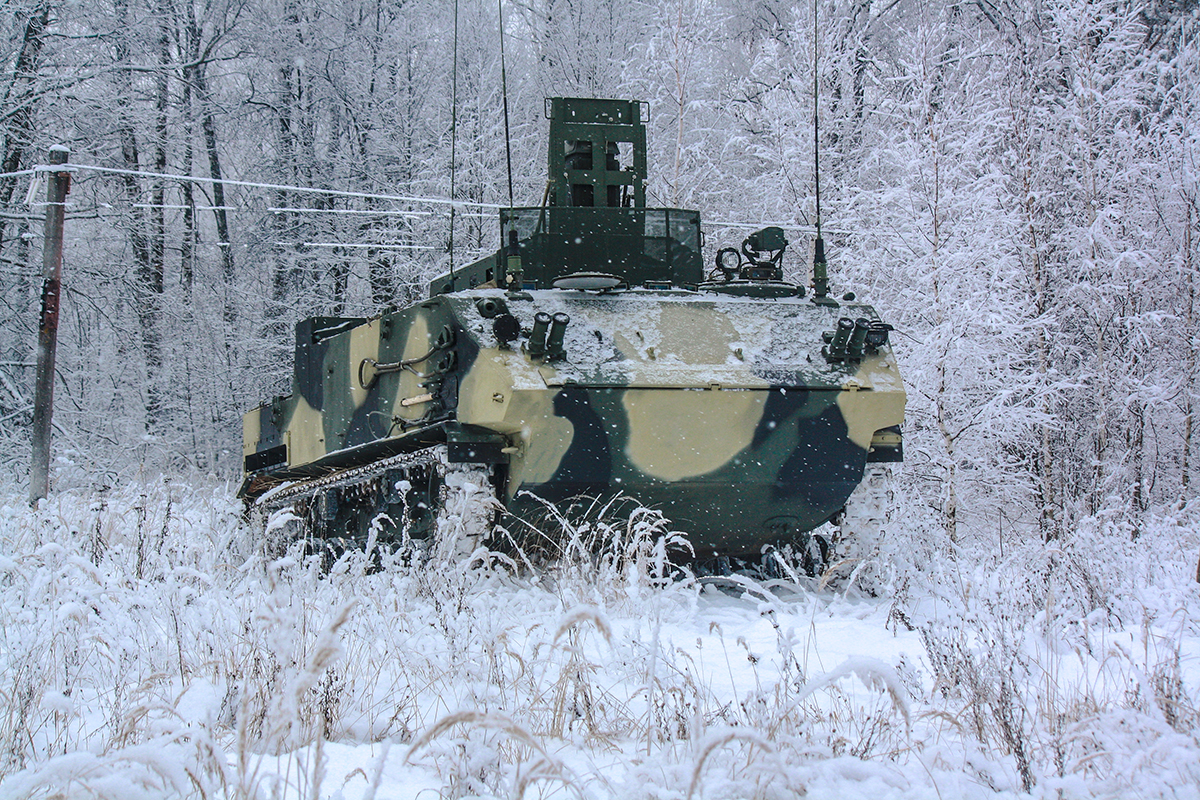
Модуль планування МП-Д комплексу розвідки ППО Барнаул-Т.

«Барнаул-Т» — комплект засобів автоматизації ППО.

## Опис
«Барнаул-Т» здійснює розвідку повітряних цілей та прийом інформації від сполучених систем виявлення, видає дані про траєкторію цілей, формує сценарій дій зенітних підрозділів та здійснює розподіл цілей на кожному рівні управління з урахуванням можливостей конкретних підрозділів, їх позиції, боєготовності, стану боєкомплекту тощо.
Вироби комплексу можуть взаємодіяти з усіма існуючими парками зенітних засобів та радіолокаційних станцій підрозділів ППО, у тому числі закордонного виробництва. Завдяки максимальній реалізації бойових можливостей різнорідних зенітних засобів, система забезпечує ефективне відображення масованого нальоту противника. Комплекс має модульну побудову, може гнучко адаптуватися до структури конкретного угруповання ППО відповідно до вимог іноземних замовників.
КСА включає:
- модуль планування на колісному шасі (МП-К) 9C931-1
- модуль розвідки та управління (МРУ-Б) 9С932-1 на гусеничному шасі
- модуль планування 9С931 на гусеничному шасі
- комплекс засобів автоматизації відділення стрільців-зенітників (КСАС) 9C935
- переносний модуль керування вогнем (ПМУО) 9С933 командира взводу стрільців-зенітників ПЗРК

Закордонним замовникам станом на 2015 рік поставлено сім модулів.

### Модуль 9С935
Комплект засобів автоматизації стрільців-зенітників 9С935 призначений для оснащення відділень стрільців-зенітників переносних зенітних ракетних комплексів (ПЗРК), координації дій стрільців-зенітників, підвищення ефективності управління зброєю.
9C935 забезпечує автоматизоване виконання таких завдань:
- отримання від вищих пунктів управління траєкторій цілей з ознаками дії за ними, команд цілевказівки, команд заборони стрільби;
- видачу повідомлень про виконання команд;
- функціональний контроль працездатності технічних засобів;
- автономне та комплексне навчання бойових розрахунків.

## Оператори

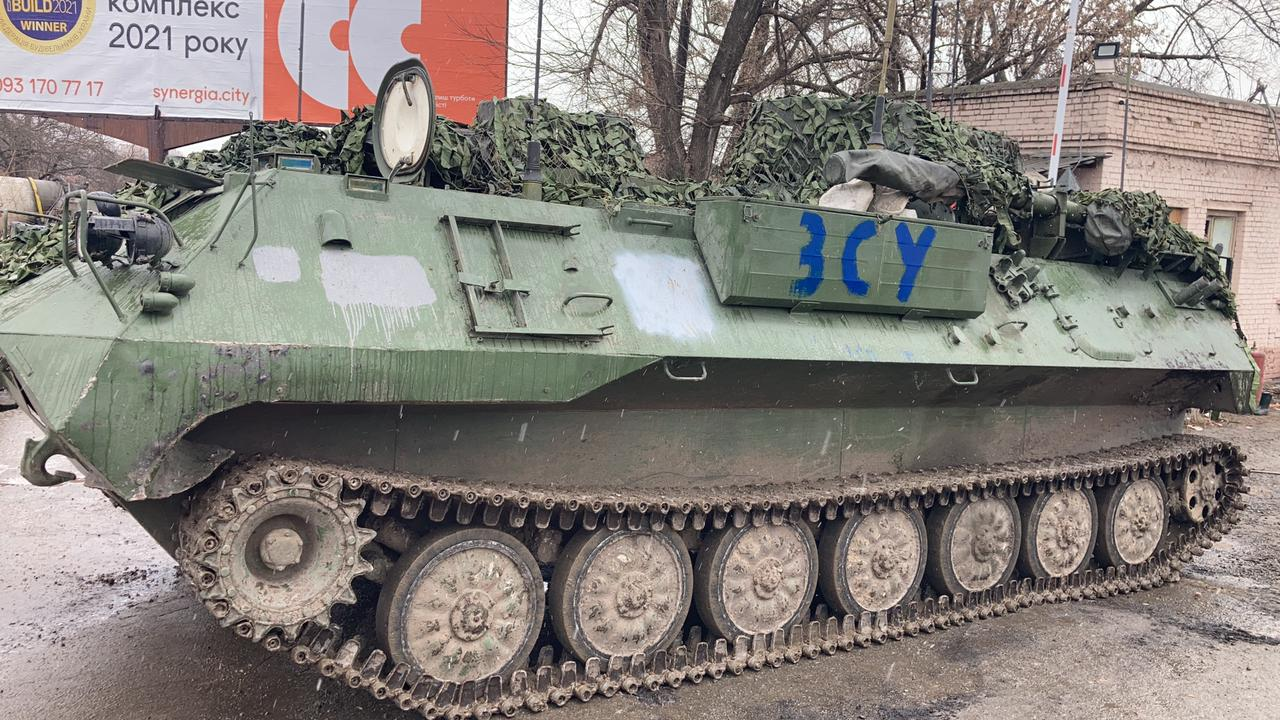
Захоплений ЗСУ модуль 9С932-1

- Росія
- Україна —  щонайменше 3 трофейних модуля 9С932-1 станом на 1 квітня 2022[3][4]

## Бойове застосування

### Російсько-українська війна
Активістами групи ІнформНапалм було знайдено докази використання модуля розвідки і управління 9С932-1 на гусеничному шасі МТ-ЛБу, який входить до складу комплексу «Барнаул-Т» російськими загарбниками щонайменше з 2015 року під час війни на сході України. Цілком імовірно, комплекси «Барнаул-Т» були використані разом із ЗРК «Тор-М1».
30 березня 2022 року, при звільненні села Гусарівка на південний схід від Харкова українські захисники знайшли декілька нових трофеїв. Серед один із найцінніших — радіолокаційний командний пункт протиповітряної оборони, частина якої відома як «Барнаул-Т». Це вже не перший «Барнаул-Т», який потрапляє до українців під час війни. Відомо, що таку командно-штабну машину російські загарбники вже віддавали на озброєння Україні 2 та 12 березня.
Українськими військовими також було захоплено комплект для наведення цілі навідника ПЗРК 9С935 зі складу комплексу «Барнаул-Т».
А під час термінового відступу російських десантників наприкінці березня-початку квітня 2022 року з-під Ірпеня ними було кинуто кілька бойових машин десанту та ззовні неушкоджену машину МРУ-Д 9С932-2 зі складу комплексу розвідки та управління протиповітряною обороною «Барнаул-Т» на шасі БТР-МДМ «Ракушка».